# Sitakunda Upazila
Sitakunda Upazila är ett underdistrikt i Bangladesh.   Det ligger i provinsen Chittagong, i den sydöstra delen av landet, 180 km sydost om huvudstaden Dhaka.
I omgivningarna runt Sitakunda Upazila växer huvudsakligen savannskog. Runt Sitakunda Upazila är det mycket tätbefolkat, med 2 028 invånare per kvadratkilometer.